# Waga (ćwiczenie gimnastyczne)
Waga – statyczne ćwiczenie polegające na skłonach lub skrętach ciała tylko z jednym punktem podparcia (na jednej nodze lub ręce) lub na przyrządach tzw. „poziomka“. Staje się na jednej nodze podczas druga (wyprostowana lub zgięta w kolanie) podnosi się razem z tułowiem – to najpopularniejsza forma wagi.